# IC 3949
IC 3949 ist eine linsenförmige Galaxie mit aktivem Galaxienkern vom Hubble-Typ S0 im Sternbild Coma Berenices am Nordsternhimmel. Sie ist schätzungsweise 339 Millionen Lichtjahre von der Milchstraße entfernt, hat einen Durchmesser von etwa 100.000 Lichtjahren und ist Mitglied des Coma-Galaxienhaufens.

Im selben Himmelsareal befinden sich u. a. die Galaxien IC 3946, IC 3947, IC 3959, IC 3960.
Das Objekt wurde am 12. Mai 1896 vom deutschen Astronomen Hermann Kobold entdeckt.